# Campeonato Brasileiro de Futebol Sub-20 de 2016
O Campeonato Brasileiro de Futebol Sub-20 de 2016 é a 2ª edição desta competição sob organização da Confederação Brasileira de Futebol (CBF), disputada entre 17 de maio e 14 de setembro.

## Formato e regulamento

### Formato da competição
O Campeonato será disputado em quatro fases:
- Na Primeira fase os 20 clubes formarão quatro grupos de cinco clubes cada. de onde classificam-se dois clubes por grupo;
- Na Segunda fase os 8 clubes formarão dois grupos de quatro clubes cada; de onde classificar-se dois por grupo;
- Na Terceira fase (semifinal) os 4 clubes formarão dois grupos de dois clubes cada; os clubes enfrentar-se no sistema eliminatório (“mata-mata”) classificando-se o vencedor de cada grupo para a quarta fase (final);
- Na Quarta fase (final) os 2 clubes finalistas se enfrentam também no sistema eliminatório (“mata-mata”), e o vencedor será o campeão.[2]

### Critérios de desempate
Em casos de empate de pontos entre dois clubes, os critérios de desempate foram aplicados na seguinte ordem:
1. Número de vitórias
2. Saldo de gols
3. Gols marcados
4. Confronto direto
5. Número de cartões vermelhos
6. Número de cartões amarelos
7. Sorteio

## Participantes
| Equipe              | Cidade         | Estado | Estádio (mando)         | Capacidade | Títulos               |
| ------------------- | -------------- | ------ | ----------------------- | ---------- | --------------------- |
| Atlético Mineiro    | Belo Horizonte | MG     | Arena do Jacaré         | 18 870     | 0 (não possui)        |
| Atlético Paranaense | Curitiba       | PR     | Francisco Muraro        | 3 000      | 0 (não possui)        |
| Bahia               | Salvador       | BA     | Pituaçu                 | 32 157     | 0 (não possui)        |
| Botafogo            | Rio de Janeiro | RJ     | Arena Botafogo          | 6 000      | 0 (não possui)        |
| Corinthians         | São Paulo      | SP     | Arena Barueri           | 31 452     | 1 (2014)              |
| Coritiba            | Curitiba       | PR     | Couto Pereira           | 40 310     | 0 (não possui)        |
| Cruzeiro            | Belo Horizonte | MG     | Arena do Jacaré         | 18 870     | 3 (2007, 2010 e 2012) |
| Figueirense         | Florianópolis  | SC     | Orlando Scarpelli       | 19 584     | 0 (não possui)        |
| Flamengo            | Rio de Janeiro | RJ     | Gávea                   | 4 000      | 0 (não possui)        |
| Fluminense          | Rio de Janeiro | RJ     | Laranjeiras             | 8 000      | 1 (2015 CBF)          |
| Goiás               | Goiânia        | GO     | Hailé Pinheiro          | 10 000     | 0 (não possui)        |
| Grêmio              | Porto Alegre   | RS     | Arena Alviazul          | 7 000      | 2 (2008 e 2009)       |
| Internacional       | Porto Alegre   | RS     | Morada dos Quero-Queros | 2 000      | 2 (2006 e 2013)       |
| Palmeiras           | São Paulo      | SP     | Martins Pereira         | 14 500     | 0 (não possui)        |
| Ponte Preta         | Campinas       | SP     | Moisés Lucarelli        | 17 728     | 0 (não possui)        |
| Santos              | Santos         | SP     | Vila Belmiro            | 16 798     | 0 (não possui)        |
| São Paulo           | São Paulo      | SP     | Laudo Natel             | 1 500      | 0 (2015 FGF)          |
| Sport               | Recife         | PE     | Ilha do Retiro          | 32 983     | 0 (não possui)        |
| Vasco da Gama       | Rio de Janeiro | RJ     | São Januário            | 24 584     | 0 (não possui)        |
| Vitória             | Salvador       | BA     | Barradão                | 35 632     | 0 (não possui)        |

## Primeira fase

### Grupo A
| Pos | Equipes             | Pts | J | V | E | D | GP | GC | SG |
| --- | ------------------- | --- | - | - | - | - | -- | -- | -- |
| 1   | Botafogo            | 10  | 4 | 3 | 1 | 0 | 8  | 3  | +5 |
| 2   | Corinthians         | 7   | 4 | 2 | 1 | 1 | 7  | 8  | –1 |
| 3   | Figueirense         | 6   | 4 | 1 | 3 | 0 | 4  | 3  | +1 |
| 4   | Atlético Paranaense | 2   | 4 | 0 | 2 | 2 | 1  | 3  | –2 |
| 5   | Vitória             | 1   | 4 | 0 | 1 | 3 | 2  | 5  | –3 |

|                     | CAP | BOT | COR | FIG | VIT |
| ------------------- | --- | --- | --- | --- | --- |
| Atlético Paranaense | —   | 1–2 |     | 0–0 |     |
| Botafogo            |     | —   | 4–1 |     | 2–1 |
| Corinthians         | 1–0 |     | —   | 3–3 |     |
| Figueirense         |     | 0–0 |     | —   | 1–0 |
| Vitória             | 0–0 |     | 1–2 |     | —   |

|  | Zona de classificação para a próxima fase | Fonte: |  |

### Grupo B
| Pos | Equipes          | Pts | J | V | E | D | GP | GC | SG  |
| --- | ---------------- | --- | - | - | - | - | -- | -- | --- |
| 1   | Fluminense       | 12  | 4 | 4 | 0 | 0 | 12 | 2  | +10 |
| 2   | Grêmio           | 7   | 4 | 2 | 1 | 1 | 8  | 8  | 0   |
| 3   | Goiás            | 5   | 4 | 1 | 2 | 1 | 6  | 6  | 0   |
| 4   | Santos           | 4   | 4 | 1 | 1 | 2 | 6  | 11 | –5  |
| 5   | Atlético Mineiro | 0   | 4 | 0 | 0 | 4 | 7  | 12 | –5  |

|                  | CAM | FLU | GOI | GRE | SAN |
| ---------------- | --- | --- | --- | --- | --- |
| Atlético Mineiro | —   | 1–2 | 1–3 |     |     |
| Fluminense       |     | —   | 2–0 |     | 5–0 |
| Goiás            |     |     | —   | 1–1 | 2–2 |
| Grêmio           | 4–3 | 1–3 |     | —   |     |
| Santos           | 3–2 |     |     | 1–2 | —   |

|  | Zona de classificação para a próxima fase | Fonte: |  |

### Grupo C
| Pos | Equipes       | Pts | J | V | E | D | GP | GC | SG |
| --- | ------------- | --- | - | - | - | - | -- | -- | -- |
| 1   | São Paulo     | 12  | 4 | 4 | 0 | 0 | 9  | 0  | +9 |
| 2   | Coritiba      | 7   | 4 | 2 | 1 | 1 | 7  | 2  | +5 |
| 3   | Bahia         | 7   | 4 | 2 | 1 | 1 | 4  | 5  | –1 |
| 4   | Vasco da Gama | 3   | 4 | 1 | 0 | 3 | 4  | 9  | –5 |
| 5   | Cruzeiro      | 0   | 4 | 0 | 0 | 4 | 1  | 9  | –8 |

|               | BAH | CTB | CRU | SPO | VAS |
| ------------- | --- | --- | --- | --- | --- |
| Bahia         | —   |     |     | 0–3 | 2–1 |
| Coritiba      | 1–1 | —   |     | 0–1 |     |
| Cruzeiro      | 0–1 | 0–3 | —   |     |     |
| São Paulo     |     |     | 2–0 | —   | 3–0 |
| Vasco da Gama |     | 0–3 | 3–1 |     | —   |

|  | Zona de classificação para a próxima fase | Fonte: |  |

### Grupo D
| Pos | Equipes       | Pts | J | V | E | D | GP | GC | SG |
| --- | ------------- | --- | - | - | - | - | -- | -- | -- |
| 1   | Internacional | 9   | 4 | 3 | 0 | 1 | 6  | 4  | +2 |
| 2   | Ponte Preta   | 5   | 4 | 1 | 2 | 1 | 5  | 4  | +1 |
| 3   | Palmeiras     | 5   | 4 | 1 | 2 | 1 | 5  | 6  | –1 |
| 4   | Flamengo      | 3   | 4 | 0 | 3 | 1 | 3  | 4  | –1 |
| 5   | Sport         | 3   | 4 | 0 | 3 | 1 | 3  | 4  | –1 |

|               | FLA | INT | PAL | PON | SPT |
| ------------- | --- | --- | --- | --- | --- |
| Flamengo      | —   | 0–1 |     | 1–1 |     |
| Internacional |     | —   | 3–0 | 0–3 |     |
| Palmeiras     | 1–1 |     | —   |     | 1–1 |
| Ponte Preta   |     |     | 1–3 | —   | 0–0 |
| Sport         | 1–1 | 1–2 |     |     | —   |

|  | Zona de classificação para a próxima fase | Fonte: |  |

## Segunda fase

### Grupo E
| Pos | Equipes     | Pts | J | V | E | D | GP | GC | SG |
| --- | ----------- | --- | - | - | - | - | -- | -- | -- |
| 1   | Corinthians | 13  | 6 | 4 | 1 | 1 | 12 | 4  | +8 |
| 2   | Botafogo    | 10  | 6 | 3 | 1 | 2 | 6  | 5  | +1 |
| 3   | Fluminense  | 9   | 6 | 2 | 3 | 1 | 5  | 7  | –2 |
| 4   | Grêmio      | 1   | 6 | 0 | 1 | 5 | 5  | 12 | –7 |

|             | BOT | COR | FLU | GRE |
| ----------- | --- | --- | --- | --- |
| Botafogo    | —   | 2–1 | 0–1 | 2–1 |
| Corinthians | 1–0 | —   | 0–0 | 2–1 |
| Fluminense  | 1–1 | 0–4 | —   | 1-1 |
| Grêmio      | 0–1 | 1–4 | 1–2 | —   |

|  | Zona de classificação para a próxima fase | Fonte: |  |

### Grupo F
| Pos | Equipes       | Pts | J | V | E | D | GP | GC | SG |
| --- | ------------- | --- | - | - | - | - | -- | -- | -- |
| 1   | Coritiba      | 11  | 6 | 3 | 2 | 1 | 7  | 7  | 0  |
| 2   | Internacional | 9   | 6 | 2 | 3 | 1 | 7  | 5  | +2 |
| 3   | São Paulo     | 8   | 6 | 2 | 2 | 2 | 9  | 6  | +3 |
| 4   | Ponte Preta   | 4   | 6 | 1 | 1 | 4 | 4  | 9  | –5 |

|               | CTB | INT | PON | SAO |
| ------------- | --- | --- | --- | --- |
| Coritiba      | —   | 0–0 | 2–0 | 2–1 |
| Internacional | 2–2 | —   | 3–1 | 1–1 |
| Ponte Preta   | 0–1 | 0–1 | —   | 2–2 |
| São Paulo     | 4–0 | 1–0 | 0–1 | —   |

|  | Zona de classificação para a próxima fase | Fonte: |  |

## Terceira fase (semifinal)

### Grupo G
Fonte:
Primeiro jogo
| 25 de agosto | Internacional   | 1 – 0          | Corinthians | Beira-Rio, Porto Alegre                      |
| 21:15        | Ortiz 32' (pen) | Súmula Boletim |             | Árbitro: RS Francisco de P. dos Santos (CBF) |

| Internacional | Corinthians |

Segundo jogo
| 31 de agosto | Corinthians                   | 2 – 0 | Internacional | Arena Barueri, Barueri                     |
| 19:15        | Rodrigo 20' · Carlinhos 90+3' |       |               | Árbitro: SP Adriano de Assis Miranda (CBF) |

| Corinthians | Internacional |

### Grupo H
Fonte:
Primeiro jogo
| 24 de agosto | Coritiba                                  | 2 – 2  | Botafogo                            | Couto Pereira, Curitiba             |
| 19:30        | Gustavo Soares 44' · Gustavo Mosquito 52' | Súmula | Renan Gorne 15' · Gustavo Costa 77' | Árbitro: PR Adriano Milczvski (CBF) |

| Coritiba | Botafogo |

Segundo jogo
| 30 de agosto | Botafogo               | 1 – 1  | Coritiba      | Arena do Botafogo, Rio de Janeiro - RJ |
| 19:30        | Marcelo Benevenuto 64' | Súmula | Thalisson 90' | Árbitro: RJ Philip Georg Bennett (CBF) |

| Botafogo | Coritiba |

## Quarta fase (final)

### Grupo J
Fonte:
Primeiro jogo
| 13 de setembro | Botafogo | 1 – 1  | Corinthians  | Luso Brasileiro, Rio de Janeiro |
| 17:00          | Yuri 63' | Súmula | Leonardo 39' |                                 |

| Botafogo | Corinthians |

Segundo jogo
| 20 de setembro | Corinthians | 0 – 2  | Botafogo            | Arena Corinthians, São Paulo |
| 19:00          |             | Súmula | Yuri 44' · Kanu 72' |                              |

| Corinthians | Botafogo |

## Premiação
| Campeonato Brasileiro Sub-20 de 2016 |
| Rio de Janeiro                       |
| ------------------------------------ |
| Botafogo (1º título)                 |

## Artilharia
| Gols | Jogador          | Time        |
| ---- | ---------------- | ----------- |
| 8    | Pedro Bortoluzo  | São Paulo   |
| 7    | Pedro            | Fluminense  |
| 6    | Gustavo Mosquito | Coritiba    |
| 6    | Renan Gorne      | Botafogo    |
| 5    | Carlinhos        | Corinthians |

## Classificação geral
| Pos | Times               | Pts | J  | V | E | D | GP | GC | SG  | Classificação               |
| --- | ------------------- | --- | -- | - | - | - | -- | -- | --- | --------------------------- |
| 1   | Botafogo            | 26  | 14 | 7 | 5 | 2 | 20 | 12 | +8  | Finalistas                  |
| 2   | Corinthians         | 24  | 14 | 7 | 3 | 4 | 22 | 16 | +6  | Finalistas                  |
| 3   | Internacional       | 21  | 12 | 6 | 3 | 3 | 14 | 11 | +2  | Semifinalistas              |
| 4   | Coritiba            | 20  | 12 | 5 | 5 | 2 | 17 | 12 | +5  | Semifinalistas              |
| 5   | Fluminense          | 21  | 10 | 6 | 3 | 1 | 17 | 9  | +8  | Eliminados na segunda fase  |
| 6   | São Paulo           | 20  | 10 | 6 | 2 | 2 | 18 | 6  | +12 | Eliminados na segunda fase  |
| 7   | Ponte Preta         | 9   | 10 | 2 | 3 | 5 | 9  | 13 | –4  | Eliminados na segunda fase  |
| 8   | Grêmio              | 8   | 10 | 2 | 2 | 6 | 13 | 20 | –7  | Eliminados na segunda fase  |
| 9   | Bahia               | 7   | 4  | 2 | 1 | 1 | 4  | 5  | –1  | Eliminados na primeira fase |
| 10  | Figueirense         | 6   | 4  | 1 | 3 | 0 | 4  | 3  | +1  | Eliminados na primeira fase |
| 11  | Goiás               | 5   | 4  | 1 | 2 | 1 | 6  | 6  | 0   | Eliminados na primeira fase |
| 12  | Palmeiras           | 5   | 4  | 1 | 2 | 1 | 5  | 6  | –1  | Eliminados na primeira fase |
| 13  | Santos              | 4   | 4  | 1 | 1 | 2 | 6  | 11 | –5  | Eliminados na primeira fase |
| 14  | Flamengo            | 3   | 4  | 0 | 3 | 1 | 3  | 4  | –1  | Eliminados na primeira fase |
| 15  | Sport               | 3   | 4  | 0 | 3 | 1 | 3  | 4  | –1  | Eliminados na primeira fase |
| 16  | Vasco da Gama       | 3   | 4  | 1 | 0 | 3 | 4  | 9  | –5  | Eliminados na primeira fase |
| 17  | Atlético Paranaense | 2   | 4  | 0 | 2 | 2 | 1  | 3  | –2  | Eliminados na primeira fase |
| 18  | Vitória             | 1   | 4  | 0 | 1 | 3 | 2  | 5  | –3  | Eliminados na primeira fase |
| 19  | Atlético Mineiro    | 0   | 4  | 0 | 0 | 4 | 7  | 12 | –5  | Eliminados na primeira fase |
| 20  | Cruzeiro            | 0   | 4  | 0 | 0 | 4 | 1  | 9  | –8  | Eliminados na primeira fase |